# Katie Cassidy
Katherine Evelyn Anita Cassidy (sinh ngày 25 tháng 11 năm 1986) là một nữ diễn viên người Mỹ. Sau một số vai diễn truyền hình nhỏ, Cassidy xuất hiện trong các bộ phim kinh dị When a Stranger Calls (2006) và Black Christmas (2006) và đóng vai Ruby trong mùa thứ ba của loạt phim kinh dị Supernatural (2007–08). Sau vai trò hỗ trợ trong bộ phim hành động Taken (2008), Cassidy xuất hiện trong loạt phim kinh dị bí ẩn Harper's Island (2009) và đóng vai chính trong bộ phim làm lại của bộ phim truyền hình Melrose Place (2009–10). Cô tiếp tục đóng vai ngôi sao Kris Fowles trong phim làm lại bộ phim A Nightmare on Elm Street (2010) và đã có một vai định kỳ Juliet Sharp trong mùa thứ tư của bộ phim truyền hình tuổi teen Gossip Girl (2010–12).
Cassidy đã có bước đột phá của mình vào năm 2012, sau khi được chọn là Laurel Lance / Black Canary, trong series truyền hình Arrow của The CW, series đã tạo ra một nhượng quyền thương mại được gọi là Arrowverse. Cassidy trở lại vai trò của mình trong The Flash và Legends of Tomorrow cũng như lồng tiếng cho nhân vật trong loạt phim hoạt hình Vixen. Sau cái chết trên màn ảnh của nhân vật, Cassidy bắt đầu vai Black Siren, một phiên bản đối kháng của nhân vật từ một vũ trụ song song, có nguồn gốc từ The Flash và tiếp tục đến Arrow.

## Cuộc sống ban đầu và gia đình
Cassidy sinh ngày 25 tháng 11 năm 1986 tại Los Angeles. Cô là con gái duy nhất từ mối quan hệ ngắn ngủi của nam diễn viên kiêm ca sĩ David Cassidy và người mẫu thời trang Sherry Williams. Ông bà nội của Cassidy là diễn viên Jack Cassidy và Evelyn Ward và cô là cháu gái của nhà sản xuất truyền hình thần tượng tuổi teen Shaun Cassidy và nam diễn viên Patrick Cassidy và Ryan Cassidy. Cassidy có một người anh em cùng cha khác tên là Beau, sinh năm 1991, từ cuộc hôn nhân thứ ba của cha cô với Sue Shifrin.
Sau khi cha mẹ Cassidy kết thúc mối quan hệ của họ, cô được nuôi dưỡng bởi mẹ và cha dượng Richard Benedon. David Cassidy nói về sự vắng mặt của mình trong cuộc đời của Katie, nói vào tháng 2 năm 2017: "Tôi chưa bao giờ có quan hệ với cô ấy. Tôi không phải là cha cô ấy. Tôi là cha ruột của cô ấy nhưng tôi không nuôi nấng cô ấy. Cô ấy có một cuộc sống hoàn hảo khác. Tôi rất tự hào về cô ấy. Cô ấy rất tài năng. Thật khó để tôi thừa nhận cô ấy đã trưởng thành như thế nào đến hôm nay." Khi còn trẻ, Cassidy đã tham gia đội cổ vũ của California Flyers. Cô là một cư dân của Bell Canyon, California, cô đã theo học trường trung học Calabasas.

## Sự nghiệp diễn xuất

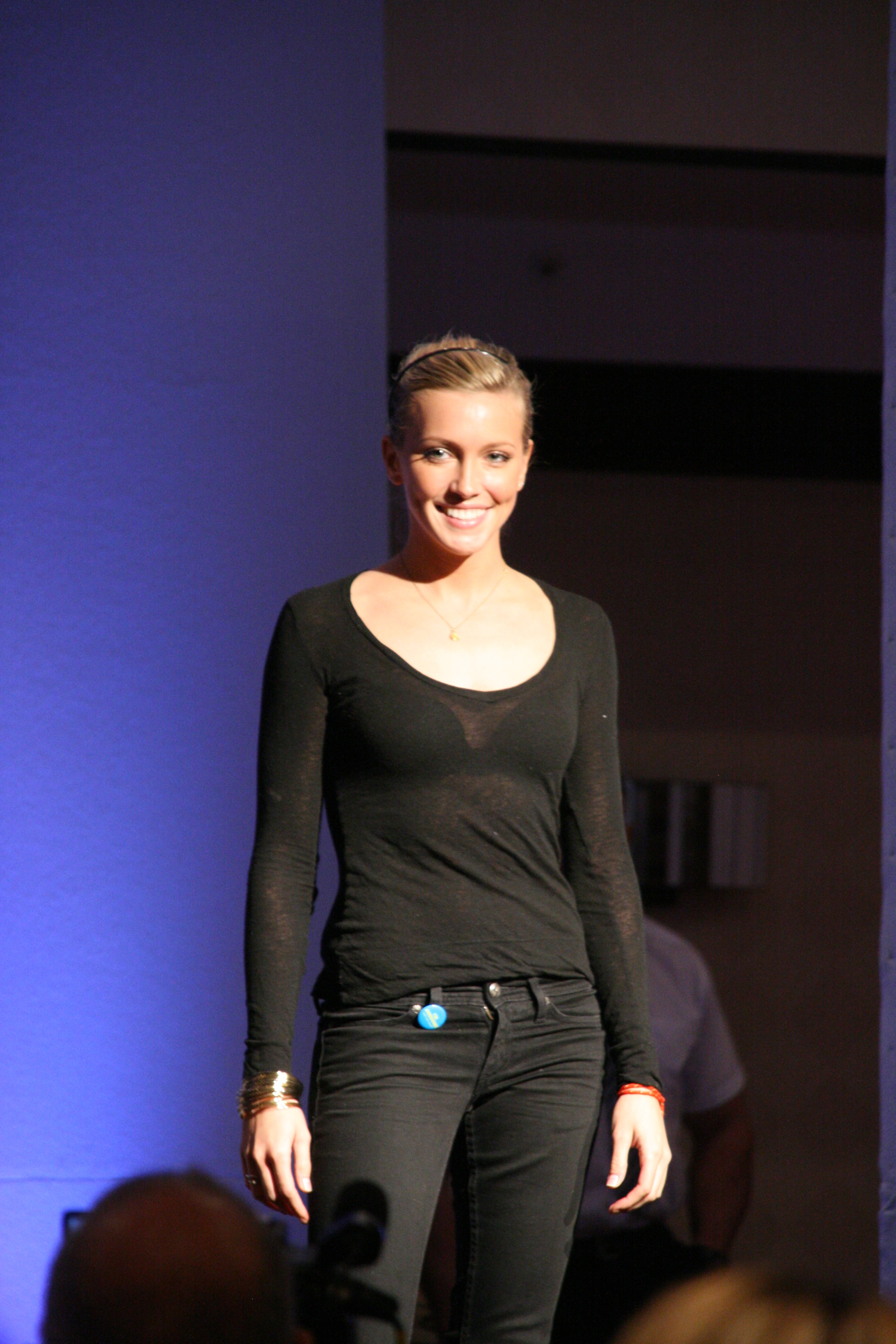
Cassidy vào 2008

Năm 2003, Cassidy tham gia chương trình truyền hình và cũng là diễn xuất đầu tay của mình trong một tập phim của bộ phim The Life. Cassidy tiếp tục xuất hiện trong các chương trình truyền hình như Celebrity Apprentice 4, Listen Up! và New Girl. Năm 2005, Cassidy xuất hiện trong một vai trò định kỳ trên loạt phim 7th Heaven của The WB trong suốt bốn tập phim. Cùng năm đó, cô cũng xuất hiện trong loạt phim truyền hình tuổi teen của UPN Sex, Love & Secrets.
Trong năm 2006, Cassidy đã thực hiện bộ phim đầu tay của mình, vai Tiffany Madison trong bộ phim kinh dị năm 2006 When a Stranger Calls. Cassidy đã có những vai diễn đáng chú ý trong các bộ phim Click, Taken và Live!.
Vào tháng 2 năm 2006, Cassidy được chọn vào vai Kelli Presley trong bộ phim kinh dị Black Christmas của Dimension Films, một bản làm lại của bộ phim năm 1974. Bộ phim tập trung vào một kẻ điên cuồng đã được giải thoát, trở về ngôi nhà thời thơ ấu của mình vào Đêm vọng Lễ Giáng Sinh, giờ là một ngôi nhà cộng đồng, và giết từng người một những người đang ở đó. Bộ phim được phát hành vào ngày 15 tháng 12 năm 2006, được đánh giá tiêu cực từ các nhà phê bình. Bộ phim có một thành công không lớn, kiếm được hơn 50 triệu đô la trên toàn thế giới.
Năm 2007, Cassidy xuất hiện trong bộ phim truyền hình Supernatural của The CW. Cassidy đóng vai Ruby, một con quỷ. Ra mắt trong mùa thứ ba của chương trình, Cassidy xuất hiện trong 6 tập phim. Trong năm 2008, mặc dù nhân vật Ruby của cô trở lại cho mùa thứ tư của bộ phim, Cassidy đã được thay thế bởi nữ diễn viên Genevieve Cortese.
Vào tháng 10 năm 2008, Variety thông báo rằng Cassidy đã được chọn tham gia vào series bí ẩn kinh dị Harper's Island của CBS. Cassidy vai Patricia "Trish" Wellington, một cô dâu sắp cưới. Bộ phim tập trung vào một nhóm gia đình và bạn bè, những người tụ họp cho một đám cưới trên một hòn đảo nổi tiếng với quá khứ đầy những vụ giết người khủng khiếp. Trong mỗi tập phim, ít nhất một nhân vật bị giết. Cassidy và các thành viên của diễn viên trong phim không được kể về cái chết của nhân vật cho đến ngày họ nhận được một kịch bản. Bộ phim ra mắt vào ngày 9 tháng 4 năm 2009 với 10,21 triệu người xem. Mặc dù xếp hạng thất bại trong việc duy trì mức tăng thành công, CBS đã phát sóng phần còn lại của bộ phim với loạt phát sóng vào đêm ngày 11 tháng 7 năm 2009.
Vào tháng 2 năm 2009, The CW đã chọn Cassidy là người dẫn đầu trong bộ phim truyền hình Melrose Place, một sự khởi động lại của loạt phim cùng tên trong những năm 1990. Cassidy miêu tả vai trò của Ella Simms, một người công khai sống trong một khu chung cư Tây Hollywood và xoay quanh dân cư ở đó. Bộ phim được công chiếu vào ngày 8 tháng 9 năm 2009 với 2,31 triệu người xem. Mặc dù có những bài đánh giá hỗn hợp, nhưng hiệu suất của Cassidy được các nhà phê bình khen ngợi và được trích dẫn là "điều tốt nhất về việc khởi động lại Melrose" trên tạp chí New York. CW đã hủy loạt phim vào tháng 5 năm 2010 do xếp hạng thấp.
Vào tháng 4 năm 2010, Cassidy xuất hiện trong một bản làm lại khác; lần này phim kinh dị kinh điển A Nightmare on Elm Street, làm lại từ bản năm 1984. Cassidy đóng vai nhân vật chính giả Kris Fowles, một học sinh trung học trở thành nạn nhân của Freddy Krueger. Quay phim bắt đầu ở Chicago và bộ phim kiếm được hơn 31 triệu đô la trong tuần đầu tiên công chiếu. Cassidy được đề cử cho Teen Choice Awards trong hạng mục Nữ diễn viên kinh dị / ly kỳ cho vai diễn của cô, nhưng cô đã thua Megan Fox.
Ngay sau khi phát hành A Nightmare on Elm Street, Variety thông báo Cassidy đã được chọn trong bộ phim hài phiêu lưu Monte Carlo. Bộ phim cũng có sự góp mặt của Leighton Meester và Selena Gomez, trong phim ba người bạn, những người giàu có đi nghỉ mát ở Monte Carlo. Sản xuất phim bắt đầu vào tháng 5 năm 2010 với việc quay phim tại Monaco, Budapest, Paris và Texas. Bộ phim được phát hành vào ngày 1 tháng 7 năm 2011 và nhận được phần nhiều là những đánh giá tiêu cực từ các nhà phê bình, phim kiếm được tổng cộng 39 triệu đô la trên toàn thế giới.

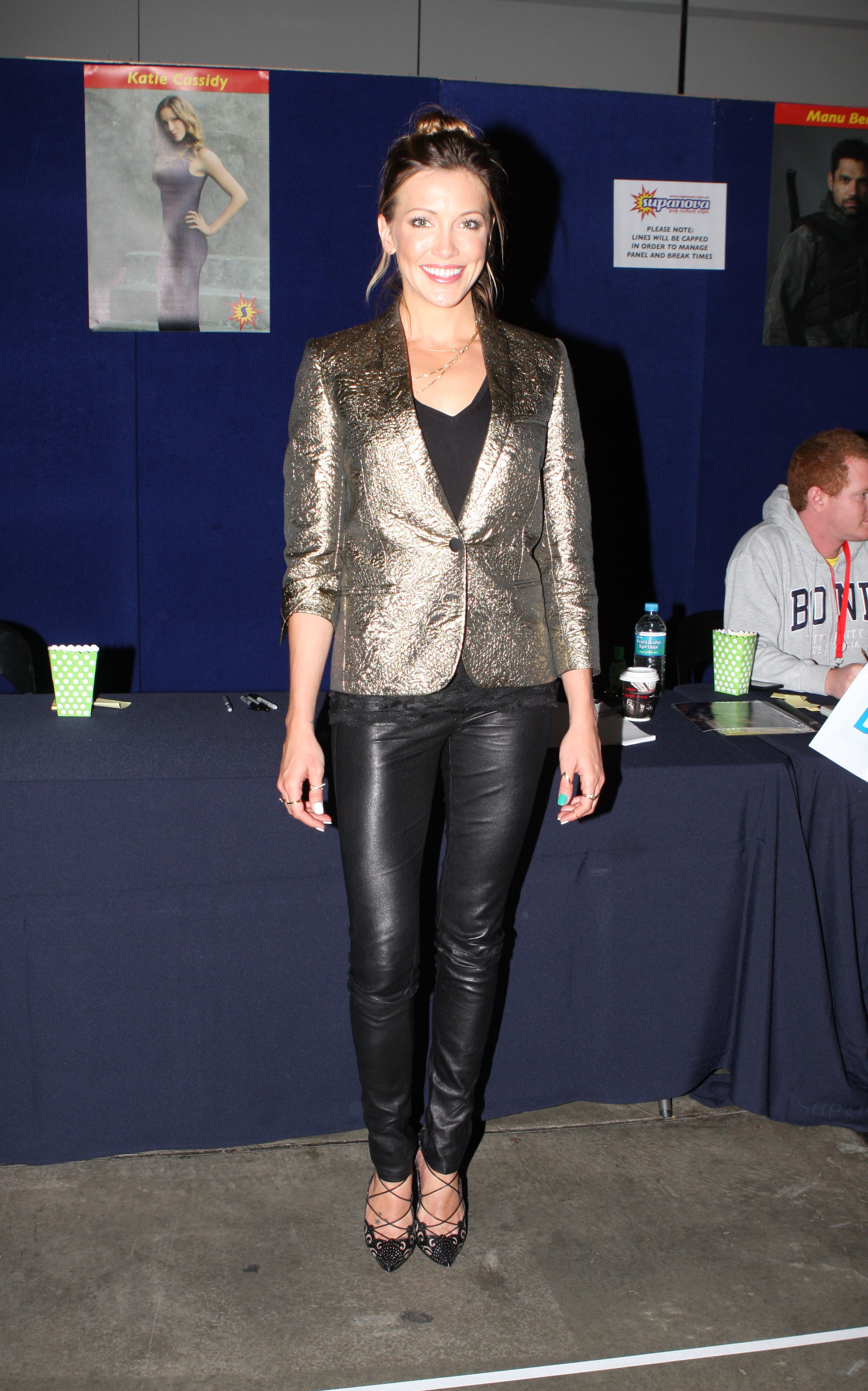
Cassidy tại Supanova Pop Culture vào tháng 6 năm 2014

Vào tháng 6 năm 2010, The CW đã thông báo Cassidy sẽ có sẽ tham gia định kỳ trong mùa thứ tư của bộ phim truyền hình Gossip Girl. Cassidy đóng vai Juliet Sharp, người theo học Đại học Columbia vai hủy hoại cuộc sống của vai chính Serena van der Woodsen. Cassidy đã xuất hiện lần đầu tiên trong mùa ra mắt và tiếp tục xuất hiện trong hơn 11 tập của bộ phim.
Vào tháng 5 năm 2012, Cassidy được chọn làm nhân vật chính trong bộ phim chuyển thể từ tiểu thuyết đồ họa The Scribbler, cùng với Eliza Dushku, Michelle Trachtenberg và Gina Gershon. Cô đóng vai Suki, một phụ nữ trẻ bị rối loạn đa nhân cách.
Vào tháng 3 năm 2011, Cassidy được chọn tham gia drama của ABC Georgetown với vai Nikki, một nhân viên cao cấp thông minh và nhanh nhạy trong Văn phòng Truyền thông Nhà Trắng với các mối liên hệ với Đệ nhất phu nhân. Dẫn dắt trong phim được tạo ra bởi nhà sản xuất điều hành Gossip Girl Josh Schwartz và Stephanie Savage. Bộ phim đã không được chọn bởi ABC.
Vào tháng 2 năm 2012, Cassidy đã đóng vai chính trong phim Laurel Lance / Black Canary trong loạt phim Arrow của The CW, dựa trên truyện tranh Green Arrow. Bộ phim được công chiếu vào ngày 10 tháng 10 năm 2012. Cassidy rời khỏi phim sau khi vai diễn của cô bị giết trong tập 18 của mùa thứ tư vào ngày 6 tháng 4 năm 2016. Vào ngày 17 tháng 5 năm 2016, cô đóng vai chính trong Arrowverse loạt xoay vòng của The Flash mùa thứ hai, nhưng với tư cách là nữ siêu nhân Black Siren, Trái Đất thứ hai của Laurel, trong tập thứ hai "Invincible". Vào ngày 23 tháng 7 năm 2016, Cassidy đã ký hợp đồng với Warner Bros. để xuất hiện trên nhiều chương trình CW, bao gồm Arrow, The Flash và Legends of Tomorrow.
Năm 2016, Cassidy đóng vai Sharon (một nhân vật lấy cảm hứng từ người mẫu thời trang và nữ diễn viên Sharon Tate) trong bộ phim kinh dị HD Wolves at the Door, dựa trên những vụ giết người của Gia đình Manson.
Vào ngày 27 tháng 3 năm 2017, Cassidy sẽ trở lại mùa thứ sáu của loạt phim Arrow, cô đóng vai Black Siren.
Cassidy cũng tham gia vào game PS4 Hidden Agenda trong năm 2017.

## Sự nghiệp âm nhạc
Năm 2002, Cassidy đã thu âm một bản cover của "I think I Love You", một bản hit từ ban nhạc Partridge Family của cha cô. Lúc đó cô 15 tuổi, nhỏ hơn 5 năm khi cha cô thu âm phiên bản đó. Đó là bài hát duy nhất cô phát hành. Trong cuốn tự truyện năm 2007 của mình, David Cassidy nói rằng ông không ủng hộ nỗ lực của con gái mình trong một sự nghiệp âm nhạc, nói rằng cô còn quá trẻ và chưa có nhiều kinh nghiệm.

## Cuộc sống cá nhân
Cassidy là phát ngôn viên của Tổ chức từ thiện H.E.L.P. Malawi.
Năm 2016, Cassidy bắt đầu hẹn hò với Matthew Rodgers. Cặp đôi này đã công bố quan hệ của họ vào ngày 5 tháng 6 năm 2017. Cassidy đã tuyên bố chấm dứt vào 8 tháng 1, 2020 tại Los Angeles. Cassidy đã tuyên bố chấm dứt lần cuối cùng vào 22 tháng 3, 2021.

## Danh mục phim

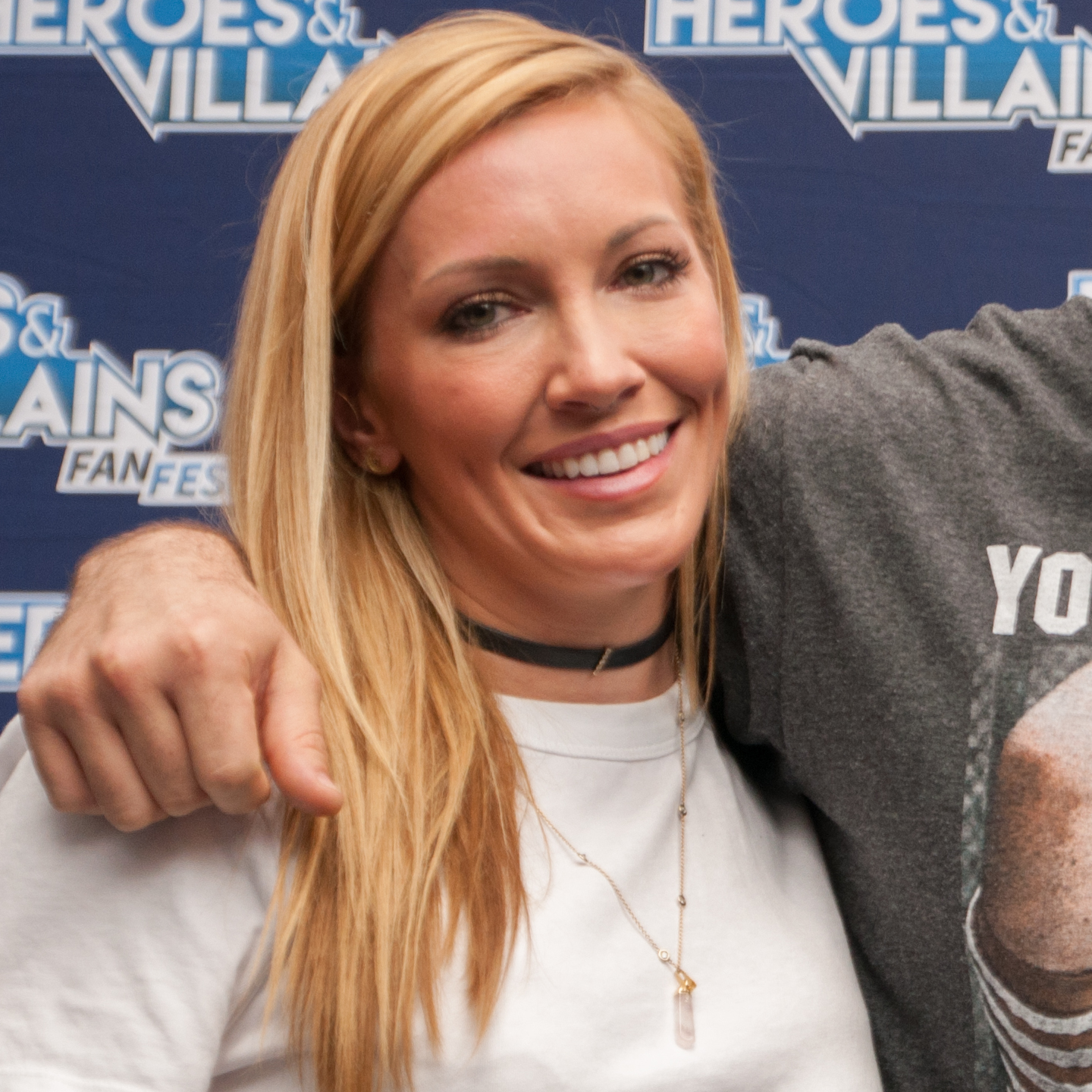
Cassidy vào tháng 5 năm 2017

### Phim
| Năm  | Tiêu đề                   | Vai trò                     | Ghi chú                |
| ---- | ------------------------- | --------------------------- | ---------------------- |
| 2006 | When a Stranger Calls     | Tiffany Madison             |                        |
| 2006 | The Lost                  | Dee Dee                     |                        |
| 2006 | Click                     | Samantha Newman lúc 27 tuổi |                        |
| 2006 | Black Christmas           | Kelli Presley               |                        |
| 2007 | Spin                      | Apple                       |                        |
| 2007 | Live!                     | Jewel                       |                        |
| 2007 | Walk the Talk             | Jessie                      |                        |
| 2008 | Taken                     | Amanda                      |                        |
| 2010 | A Nightmare on Elm Street | Kris Fowles                 |                        |
| 2011 | Monte Carlo               | Emma Perkins                |                        |
| 2013 | Kill for Me               | Amanda Rowe                 |                        |
| 2014 | The Scribbler             | Suki                        |                        |
| 2016 | Wolves at the Door        | Sharon                      |                        |
| 2018 | Grace                     | Dawn Walsh                  |                        |
| 2018 | Cover Versions            | Jackie                      |                        |
| 2021 | I Love Us                 | Laura Fenton                | Đồng giám đốc sản xuất |
| 2022 | Agent Game                | Miller                      | [ 38 ]                 |

### Truyền hình
| Năm       | Tiêu đề                  | Vai trò                                             | Ghi chú                                              |
| --------- | ------------------------ | --------------------------------------------------- | ---------------------------------------------------- |
| 2003      | The Division             | Young Candace "CD" DeLorenzo                        | Tập: "Oh Mother, Who Art Thou?"                      |
| 2005      | Listen Up!               | Rebecca                                             | Tập: "Snub Thy Neighbor"                             |
| 2005      | 7th Heaven               | Zoe                                                 | Tập 4                                                |
| 2005      | Sex, Love & Secrets      | Gabrielle                                           | Tập 2                                                |
| 2007–2008 | Supernatural             | Ruby / Lilith                                       | Vai chính (Mùa 3)                                    |
| 2009      | Harper's Island          | Patricia "Trish" Wellington                         | Vai chính                                            |
| 2009–2010 | Melrose Place            | Ella Simms                                          | Vai chính                                            |
| 2010–2012 | Gossip Girl              | Juliet Sharp                                        | Tập 12                                               |
| 2011      | New Girl                 | Brooke                                              | Tập: "Wedding"                                       |
| 2012–2020 | Arrow                    | Laurel Lance / Black Canary / Black Siren           | Vai chính (Mùa 1–4, 6–8); khách mời đặc biệt (Mùa 5) |
| 2015–2018 | The Flash                | Laurel Lance / Black Canary / Black Siren / Siren-X | Tập 4                                                |
| 2016      | Whose Line is it Anyway? | chính cô                                            | Tập: "Katie Cassidy"                                 |
| 2016–2017 | Legends of Tomorrow      | Laurel Lance / Black Canary                         | Tập: "Pilot, Phần 1", "Aruba"                        |

### Video âm nhạc
| Năm  | Nghệ sĩ         | Tiêu đề        | Ghi chú |
| ---- | --------------- | -------------- | ------- |
| 2004 | Eminem          | "Just Lose It" |         |
| 2005 | Jesse McCartney | "She's No You" |         |

### Web
| Năm  | Tiêu đề | Vai trò                         | Ghi chú           |
| ---- | ------- | ------------------------------- | ----------------- |
| 2016 | Vixen   | Dinah Laurel Lance/Black Canary | Lồng tiếng; Tập 4 |

### Video games
| Năm  | Tiêu đề       | Vai trò      | Ghi chú            |
| ---- | ------------- | ------------ | ------------------ |
| 2017 | Hidden Agenda | Becky Marney | Ghi âm/Chuyển động |

## Giải thưởng và đề cử
| Năm  | Giải thưởng                        | Hạng mục                                                    | Đề cử                     | Kết quả   |
| ---- | ---------------------------------- | ----------------------------------------------------------- | ------------------------- | --------- |
| 2010 | Fright Meter Award                 | Nữ diễn viên phụ xuất sắc nhất                              | A Nightmare on Elm Street | Đề cử     |
| 2010 | Teen Choice Awards                 | Nữ diễn viên điện ảnh được lựa chọn: Kinh dị / phim kinh dị | A Nightmare on Elm Street | Đề cử     |
| 2013 | Teen Choice Awards                 | Nữ diễn viên truyền hình được lựa chọn: Fantasy / Sci-Fi    | Arrow                     | Đề cử     |
| 2015 | PRISM Award                        | Diễn xuất trong một cốt truyện nhiều tập phim truyền hình   | Arrow                     | Đoạt giải |
| 2018 | FirstGlance Film Fest Philadelphia | Nữ diễn viên xuất sắc nhất (Phim điện ảnh)                  | Grace                     | Đoạt giải |